# Parañaque
Parañaque – miasto na Filipinach, w środkowej części wyspy Luzon, na wybrzeżu Zatoki Manilskiej, w zespole miejskim Manili. W 2010 roku jego populacja liczyła 588 126 mieszkańców.
Miasto to stanowi ważny ośrodek handlu oraz rzemiosła artystycznego. W mieście rozwinął się przemysł elektromaszynowy, chemiczny oraz odzieżowy.